# Torah Bright
Pour les articles homonymes, voir Bright.
Torah Bright, née le 27 décembre 1986 à Cooma en Australie, est une snowboardeuse australienne spécialisée dans les épreuves de half pipe.

## Biographie
Au cours de sa carrière, elle participe aux Jeux olympiques d'hiver de 2006 où elle prend la cinquième place de l'épreuve de half pipe, en revanche en coupe du monde elle compte sept podiums entre la saison 2004 et 2010 dont deux victoires, la première le 12 mars 2004 à Bardonnèche et la seconde le 5 novembre 2009 à Cypress. Elle renoue avec le podium et la victoire en janvier 2013 à Copper Mountain. Au classement du half pipe en Coupe du monde, son meilleur résultat est une seconde place après Soko Yamaoka en 2004. Elle remporte la médaille d'or de half-pipe féminin aux Jeux olympiques d'hiver 2010 à Vancouver. Lors des Jeux olympiques de Sotchi en 2014, elle remporte la médaille d'argent de half-pipe mais participe également à l'épreuve de slopestyle où elle termine 7e et au snowboard cross où elle échoue en qualification à la 18e place.
Elle a été mariée au snowboardeur américain Jake Welch de 2010 à 2012.

## Palmarès

### Jeux olympiques d'hiver
| Épreuve / Édition | Turin 2006 | Vancouver 2010 | Sotchi 2014 |
| Half pipe         | 5e         | Or             | Argent      |
| Slopestyle        |            |                | 7e          |

### Championnats du monde
| Épreuve / Édition | Whistler Mountain 2005 | Stoneham 2013 | Kreischberg 2015 |
| Half pipe         | 30e                    | Bronze        | 6e               |

### Coupe du monde de snowboard
- Meilleur classement général : 56e en 2010.
- Meilleur classement en half pipe : 2e en 2004.
- 8 podiums en half pipe dont trois victoires.